# Крсиний Врх
Крсиний Врх (словен. Krsinji Vrh) — поселення в общині Севниця, Споднєпосавський регіон, Словенія. Висота над рівнем моря: 358,7 м.